# Cherokee County (Texas)
Das Cherokee County ist ein County im Bundesstaat Texas der Vereinigten Staaten. Das U.S. Census Bureau hat bei der Volkszählung 2020 eine Einwohnerzahl von 50.412 ermittelt. Der Sitz der County-Verwaltung (County Seat) befindet sich in Rusk.

## Geographie
Das County liegt östlich des geographischen Zentrums von Texas, etwa 100 km zur Grenze von Louisiana und hat eine Fläche von 2750 Quadratkilometern, wovon 25 Quadratkilometer Wasserfläche sind. Es grenzt im Uhrzeigersinn an folgende Countys: Smith County, Rusk County, Nacogdoches County, Angelina County, Houston County, Anderson County und Henderson County.

## Geschichte
Cherokee County wurde 1846 aus Teilen des Nacogdoches County gebildet. Benannt wurde es nach den Cherokee, einem Indianervolk.

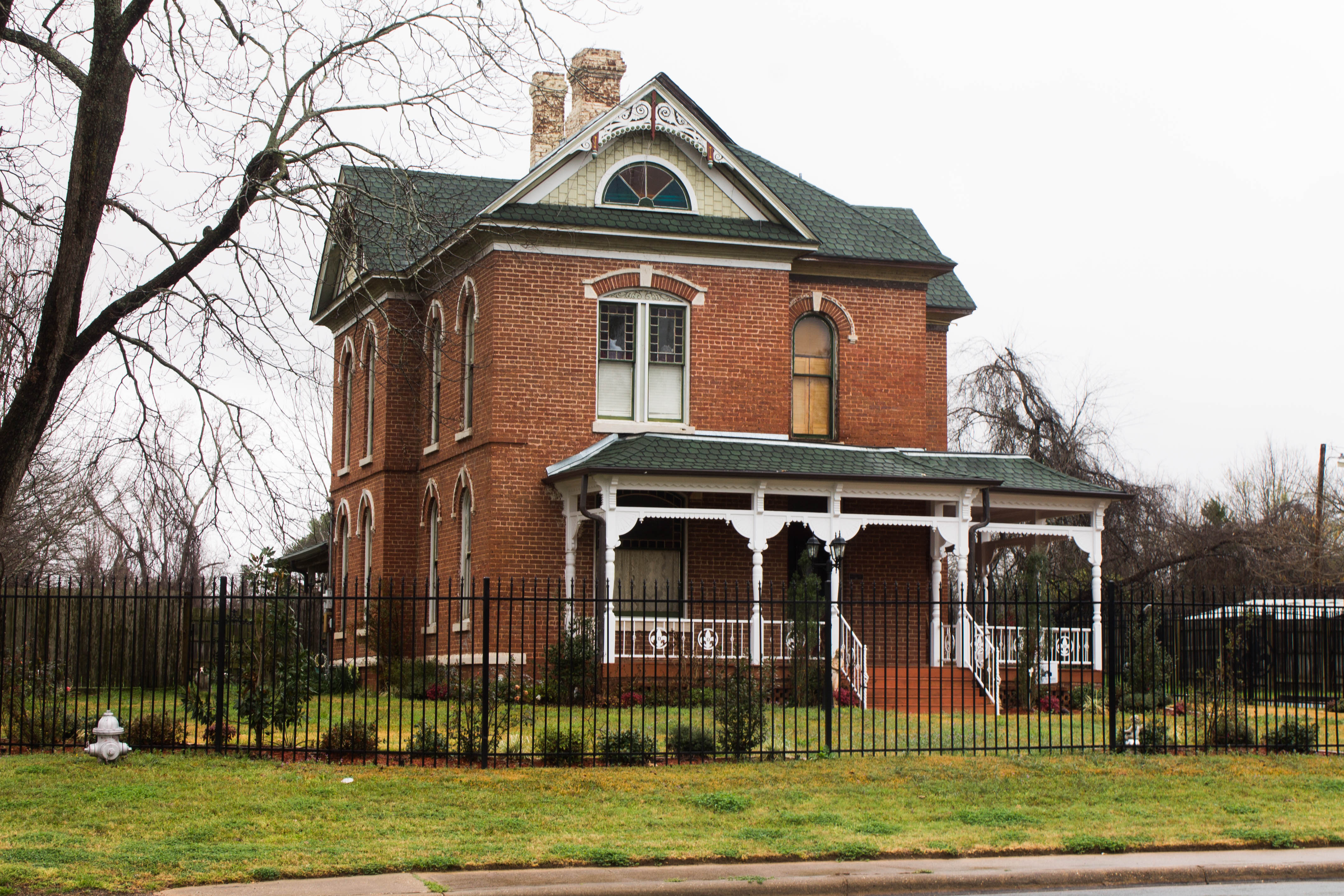
Die Aber and Haberle Houses sind einer von sechs Einträgen des Countys im NRHP.

Sechs Bauwerke und Stätten des Countys sind im National Register of Historic Places (NRHP) eingetragen (Stand 19. Oktober 2018).

## Demografische Daten

Alterspyramide des Cherokee Countys (Stand: 2000)

Nach der Volkszählung im Jahr 2000 lebten im Cherokee County 46.659 Menschen. Davon wohnten 2.824 Personen in Sammelunterkünften, die anderen Einwohner lebten in 16.651 Haushalte und 12.105 Familien gezählt. Die Bevölkerungsdichte betrug 17 Einwohner pro Quadratkilometer. Ethnisch betrachtet setzte sich die Bevölkerung zusammen aus 74,34 Prozent Weißen, 15,96 Prozent Afroamerikanern, 0,47 Prozent amerikanischen Ureinwohnern, 0,40 Prozent Asiaten, 0,06 Prozent Bewohnern aus dem pazifischen Inselraum und 7,43 Prozent aus anderen ethnischen Gruppen; 1,34 Prozent stammten von zwei oder mehr ethnischen Gruppen ab. 13,24 Prozent der Einwohner waren spanischer oder lateinamerikanischer Abstammung.
Von den 16.651 Haushalten hatten 33,4 Prozent Kinder oder Jugendliche, die mit ihnen zusammen lebten. 55,7 Prozent waren verheiratete, zusammenlebende Paare, 12,8 Prozent waren allein erziehende Mütter und 27,3 Prozent waren keine Familien. 24,2 Prozent waren Singlehaushalte und in 11,9 Prozent lebten Menschen im Alter von 65 Jahren oder darüber. Die durchschnittliche Haushaltsgröße betrug 2,63 und die durchschnittliche Familiengröße betrug 3,11 Personen.
26,3 Prozent der Bevölkerung war unter 18 Jahre alt, 9,3 Prozent zwischen 18 und 24, 27,4 Prozent zwischen 25 und 44, 21,9 Prozent zwischen 45 und 64 und 15,1 Prozent waren 65 Jahre alt oder älter. Das Medianalter betrug 36 Jahre. Auf 100 weibliche Personen kamen 101 männliche Personen und auf 100 Frauen im Alter von 18 Jahren oder darüber kamen 99 Männer.
Das jährliche Durchschnittseinkommen eines Haushalts betrug 29.313 USD, das Durchschnittseinkommen einer Familie betrug 34.750 USD. Männer hatten ein Durchschnittseinkommen von 26.410 USD, Frauen 19.788 USD. Das Prokopfeinkommen betrug 13.980 USD. 13,7 Prozent der Familien und 17,9 Prozent der Einwohner lebten unterhalb der Armutsgrenze.

## Städte und Gemeinden
- Alto
- Atoy
- Blackjack
- Brunswick
- Bullard
- Circle
- Concord
- Cove Springs
- Craft
- Cuney
- Dialville
- Elm Grove
- Enterprise
- Forest
- Gallatin
- Griffin
- Hume
- Ironton
- Jacksonville
- Lake Jacksonville
- Linwood
- Maydelle
- Mittie
- Mixon
- Morrill
- Mount Selman
- New Hope
- New Summerfield
- Oakland
- Pine Hill
- Pomona
- Redlawn
- Reese
- Reklaw
- Rusk
- Shady Grove
- Tecula
- Troup
- Turney
- Weeping Mary
- Wells
- Wild Hurst